# Dorfkirche Pörsten

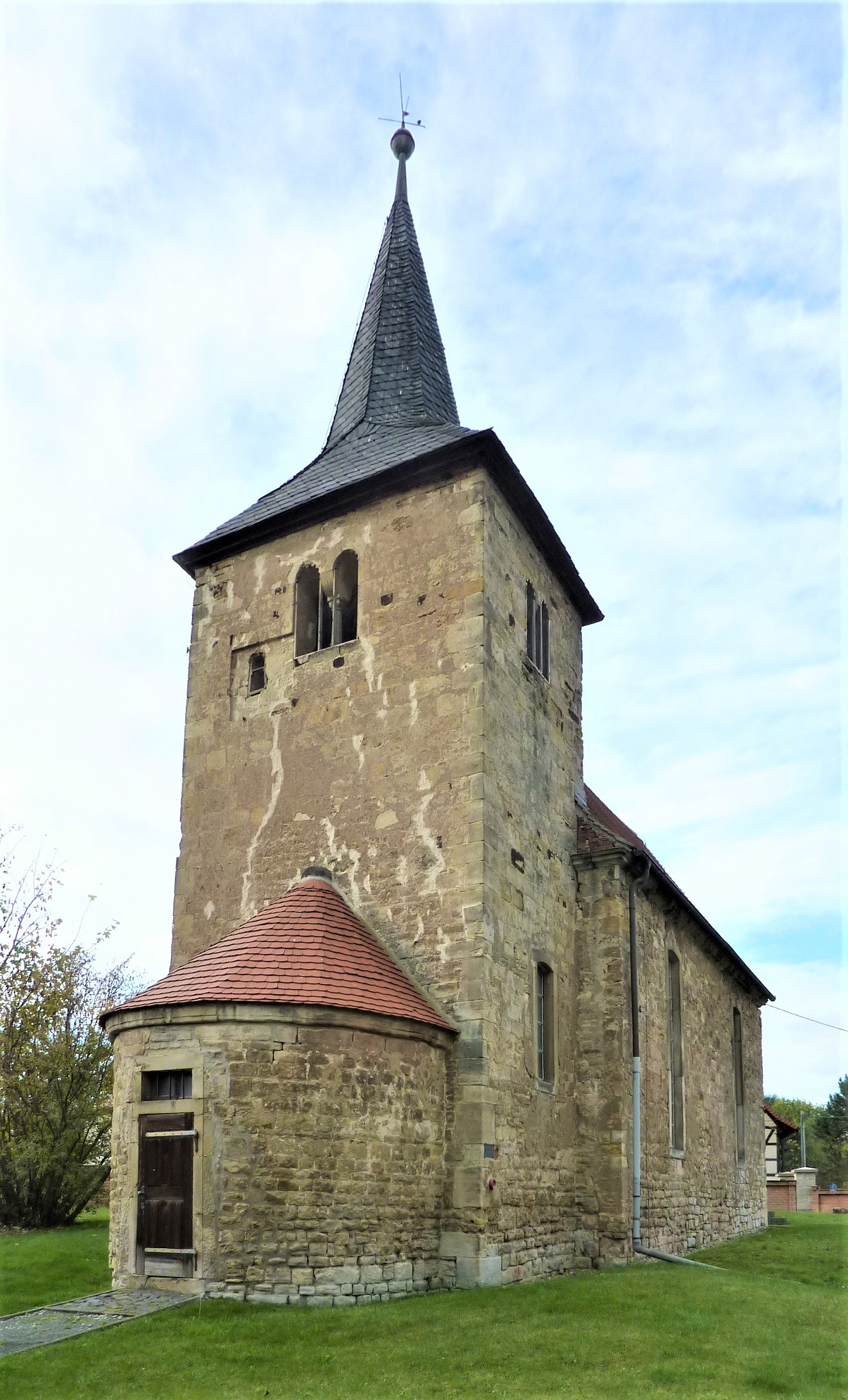
Der Chorturm der Dorfkirche Pörsten

Die Dorfkirche ist ein evangelisches Kirchengebäude in Pörsten, einem Ortsteil der Stadt Lützen im  Burgenlandkreis in Sachsen-Anhalt. 

## Geschichte
Das Gotteshaus stellt im Kern eine romanische Chorturmkirche mit eingezogener halbrunder Apsis dar. Im Mittelalter war sie Filialkirche der Pfarrkirche von Treben bei Dehlitz, in das auch das benachbarte Dorf Lösau eingepfarrt war. 1662 wurde das Langhaus grundlegend umgebaut, vermutlich wurde es in dieser Zeit erhöht. Weitere bauliche Veränderungen erfolgten 1835. Das Gebäude befindet sich in einem desolaten Zustand.